# Nieves Herrero
Nieves Herrero Cerezo (Madrid, España, 23 de marzo de 1957) es una periodista, presentadora de televisión y escritora española.

## Trayectoria profesional

### Inicios:TVE
Nacida en Madrid, se licenció en Periodismo por la Universidad Complutense de Madrid en 1980 y en Derecho por la Universidad Europea de Madrid en 2010. Tras sus inicios en prensa, pasó por Antena 3 Radio y llegó a TVE como redactora del programa matinal Por la mañana (1987-1989) conducido por Jesús Hermida en TVE y del que llegó a ser directora adjunta. El espacio le valió el sobrenombre de "Chica Hermida" que compartió con otras profesionales del medio que despuntarían en los años siguientes, como Consuelo Berlanga o Irma Soriano.
Continuó colaborando con Hermida en A mi manera, un programa similar que, sin embargo, se emitía por la tarde y en el que se mantuvo entre 1989 y 1990.

### Antena 3
Con la llegada de las televisiones privadas, es contratada por Antena 3 y, a partir de septiembre de 1990, comienza a presentar y dirigir su propio magazín diario, De tú a tú, que se mantiene en pantalla hasta 1993. Fue muy criticada por la cobertura que se dio desde este programa al conocido como crimen de Alcácer, realizando una emisión en directo en dicho pueblo la misma noche que encontraron los cadáveres de las niñas, en el que se realizaron preguntas a los padres sobre sus sentimientos en esos momentos, convirtiendo su pena en un espectáculo público retransmitido a toda España. Más tarde, entre 1993 y 1996, y en la misma cadena, condujo el espacio de telerrealidad Cita con la vida.

### TVE
En 1997 regresó a TVE donde presentó Hoy es posible, un programa orientado hacia causas solidarias. El primer programa se emitió el 28 de enero de 1997.

### RNE
Tras esa experiencia, se aleja del mundo de las cámaras y se centra en la radio donde conduce, entre 1997 y 2004, el espacio Lo que es la vida de RNE. Colabora actualmente en La noche en vela.

### Autonómicas
En 2006 volvió a televisión, con el magazín diario Hoy por ti en Telemadrid hasta 2007, desde entonces se pone al frente de un espacio de entrevistas Un día con... en 7 Región de Murcia hasta el 2009. Desde 2009 es contertulia habitual del magacín matinal de Aragón TV Sin ir más lejos, con el que sigue colaborando en la actualidad.
En 2019 salió como invitada en el programa Gente Maravillosa de Castilla-La Mancha Media.

### Telecinco
Fue colaboradora del programa La Noria durante el 2009/2010.
A partir de 2014 empieza una nueva etapa como colaboradora en entrevistas a personajes de importancia política en el programa Abre los ojos... y mira.
Una miniserie de televisión basada en la novela es Lo que escondían sus ojos.
En marzo de 2017 comienza a colaborar en Sábado Deluxe.

### La 10
Durante unos meses en la temporada 2010/2011, se puso de nuevo al frente del espacio Un día con..., para el canal de Vocento.

### 13TV
Ficha en 2011 por la cadena católica 13TV como uno de los principales rostros estrella de cara al nacimiento del canal. En abril de 2011 comenzó a presentar el magacín vespertino Te damos la tarde. Su emisión se prolongaría hasta junio del 2013.
De cara a la nueva temporada del canal,  el 15 de septiembre de 2013 comienza su andadura en el programa Hoy Nieves! Este espacio semanal abarca, entre sus contenidos, actualidad, crónica social, entrevistas, reportajes... El programa finalizó en agosto de 2014.
Entre febrero de 2015 presentó todos los viernes el programa Detrás de la verdad y desde septiembre de 2016 hasta julio de 2017 presentó, de lunes a viernes, Hoy es noticia. En julio de 2017 abandonó la cadena.

### Capital Radio
Ficha en 2015 por la radio económica Capital Radio donde Nieves Herrero dirige y presenta el nuevo magacín radiofónico para el fin de semana Vivir, viajar. El espacio se difundirá también en podcast, pensando en los nuevos viajeros, tras su emisión cada sábado a las 11 de la mañana. La popular periodista ha diseñado un programa cargado de inteligencia viajera, ideas y experiencia vital, que contará con colaboradores muy especiales.

### Onda Madrid
Desde el 11 de septiembre de 2017 dirige y presenta Madrid Directo, el programa vespertino de la radio autonómica Onda Madrid. (Onda Madrid de lunes a viernes de 16:00 a 20:00 desde el 11 de septiembre de 2017, excepto festivos que afecten a Madrid Capital y julio y agosto que no hay programa y cuando coincida con transmisiones en riguroso directo como partidos Real Madrid, Atlético de Madrid...) Desde 2020 compagina esta labor con ser colaboradora de La hora de La 1 en TVE 1.

## Libros
Ha escrito once libros, siete de ellos novelas: Esa luna rota (2001), Todo fue nada (2005), Leonor. Ha nacido una Reina (2006), Corazón indio (2010) Lo que escondían sus ojos (2013) "Yo abdico" (2013), Como si no hubiera un mañana (2015), con el que obtuvo el Premio de la Crítica de Madrid, "Carmen" (2017) y "Esos días Azules" (2019). Algunas de sus novelas, como "Lo que escondían sus ojos", se han adaptado a la televisión con gran éxito. La adaptación de este último título fue reconocida con un Premio Ondas.
En 2024 escribe su primer libro infantil, Nico y los animales, cuento inspirado en su nieto, de igual nombre el que protagonista. 
| Título                                 | Año  | Editorial                   | Género            |
| -------------------------------------- | ---- | --------------------------- | ----------------- |
| Esa luna rota                          | 2001 | Martínez Roca               | Novela            |
| Todo fue nada                          | 2005 | Martínez Roca               | Novela            |
| Leonor. Ha nacido una reina (Coautora) | 2006 | Martínez Roca               | Biográfico        |
| Corazón Indio                          | 2010 | Espasa Libros               | Novela            |
| Lo que escondían sus ojos              | 2013 | B de Bolsillo (Ediciones B) | Novela histórica  |
| Yo abdico (Coautora)                   | 2013 | Stella Maris                | Biográfico        |
| Como si no hubiera un mañana           | 2015 | La esfera de los libros     | Novela histórica  |
| Carmen                                 | 2017 | La esfera de los libros     | Biográfico        |
| Esos días azules                       | 2019 | B de Bolsillo (Ediciones B) | Novela histórica  |
| El joyero de la reina                  | 2021 | Ediciones B                 | Novela biográfica |
| La baronesa                            | 2023 | Ediciones B                 | Novela biográfica |
| Nico y los animales                    | 2024 | B DE BLOK                   | Infantil          |

Colabora en el Magazine de El Mundo donde tenía una sección de entrevistas llamada "A solas con ellas...", donde ha entrevistado a más de 100 mujeres del panorama político, científico, deportivo a nivel nacional.

## Vida privada
Fue profesora de la Facultad de Comunicación y Humanidades de la Universidad Europea de Madrid y del Centro Universitario Villanueva de Madrid, adscrito a la Universidad Complutense. Está casada y tiene dos hijas.

## Premios y candidaturas
A lo largo de su carrera ha sido galardonada con los premios más prestigiosos del periodismo español. Además, ha recibido la Gran Cruz de Oro del Fomento Europeo (año 2015). Su trayectoria como escritora y novelista también se ha reconocido con numerosos galardones como el Premio Mujer y Literatura (2002) o el Premio de la Crítica de Madrid (2016). Entre los premios más importantes de su carrera periodística están: 
| Premio                  | Año  | Programa                           | Categoría              | Resultado |
| ----------------------- | ---- | ---------------------------------- | ---------------------- | --------- |
| Premio Ondas            | 1991 | De tú a tú                         | Nacional de televisión | Ganadora  |
| Antena de Oro           | 1991 | De tú a tú                         | Televisión             | Ganadora  |
| Antena de Oro           | 1999 | Lo que es la vida                  | Radio                  | Ganadora  |
| Antena de Oro           | 2000 | Lo que es la vida                  | Radio                  | Ganadora  |
| TP de Oro               | 1989 | A mi manera                        | Presentadora           | Ganadora  |
| TP de Oro               | 1990 | De tú a tú                         | Presentadora           | Ganadora  |
| TP de Oro               | 1991 | De tú a tú                         | Presentadora           | Ganadora  |
| TP de Oro               | 1992 | De tú a tú                         | Presentadora           | Nominada  |
| TP de Oro               | 1995 | Cita con la vida                   | Presentadora           | Nominada  |
| Micrófono de oro        | 1997 | Lo que es la vida                  | Radio                  | Ganadora  |
| Micrófono de oro        | 2004 | Lo que es la vida                  | Radio                  | Ganadora  |
| Micrófono de plata      | 2002 | Lo que es la vida                  | Radio                  | Ganadora  |
| Micrófono de plata      | 2003 | Lo que es la vida                  | Radio                  | Ganadora  |
| Antena de Plata         | 2009 | Un día con...                      | Televisión             | Ganadora  |
| Antena de Plata         | 2013 | Te damos la tarde                  | Televisión             | Ganadora  |
| Antena de Plata         | 2018 | Madrid Directo                     | Radio                  | Ganadora  |
| Premio Alegría de vivir | 2020 | Madrid Directo                     | Radio                  | Ganadora  |
| Premio Madrid           | 2021 | Madrid Directo - Especial Filomena | Radio                  | Ganadora  |
| Premio APM              | 2023 | Madrid Directo                     | Periodista del año     | Ganadora  |